# 볼 오브 파이어
《볼 오브 파이어》(Ball Of Fire)는 미국에서 제작된 하워드 혹스 감독의 1941년 코미디, 멜로/로맨스 영화이다. 바버라 스탠윅, 게리 쿠퍼가 주연으로 출연하였고 새뮤얼 골드윈 등이 제작에 참여하였다.

## 줄거리
노총각 학자들이 뉴욕에서 함께 동거하며 백과사전을 만든다. 현대비속어를 모으는 영어 문법학 교수 버트럼이 이중 유일한 청년이다. 버트럼은 나이트클럽 공연인 슈거푸스가 사용하는 어휘에 흥미를 느껴 이를 수집하고자 한다. 슈거푸스는 처음엔 버트럼의 학술적 접근을 거절하지만 마피아 두목인 애인 조에 대해 캐내려는 경찰의 접근을 피하기 위해 학자들이 모여 사는 집에 눌러살기 시작한다. 버트럼과 슈거푸스는 서로에게 호감을 느끼기 시작하는데, 조가 배우자 면책특권을 노리고 슈거푸스에게 결혼을 종용한다.

## 출연

### 주연
- 게리 쿠퍼 - 버트럼 포츠 교수 역
- 바버라 스탠윅 - 캐서린 '슈거푸스' 오시어 역

### 조연
- 데이나 앤드루스 - 조 라일락 역
- 오스카 호몰카
- 헨리 트래버스
- S. Z. 사칼
- 털리 마셜
- 레오니드 킨스키
- 리처드 하이든
- 오브리 매더
- 앨런 젱킨스
- 댄 두리에이

## 제작진
- 미술: 페리 퍼거슨
- 의상: 이디스 헤드